# Cheikh Sidibé
Cheikh Tidiane Sidibé (ur. 25 kwietnia 1999 w Thiaroye) – senegalski piłkarz grający na pozycji lewego obrońcy. Od 2023 jest piłkarzem klubu Azam FC.

## Kariera piłkarska
Swoją piłkarską karierę Sidibé rozpoczął w klubie ASC Diaraf. W sezonie 2019/2020 zadebiutował w nim w pierwszej lidze senegalskiej. W debiutanckim sezonie został z nim wicemistrzem Senegalu. W sezonie 2020/2021 grał w Génération Foot, a w latach 2021-2023 w Teungueth FC. Latem 2023 przeszedł do tanzańskiego Azam FC. W sezonie 2023/2024 wywalczył z nim wicemistrzostwo Tanzanii.

## Kariera reprezentacyjna
W reprezentacji Senegalu Sidibé zadebiutował 14 stycznia 2023 w wygranym 1:0 meczu Mistrzostw Narodów Afryki 2022 z Wybrzeżem Kości Słoniowej, rozegranym w Annabie.